# Zac Zorn
Zachary (Zac) Zorn (Dayton (Ohio), 10 maart 1947) is een Amerikaans zwemmer.

## Biografie
Tijdens de Olympische Zomerspelen van 1968 won Zorn de gouden medaille op de de 4x100m vrije slag. Op de 100m vrije slag werd hij achtste.

## Internationale toernooien
| Jaar | Olympische Spelen                      | Pan-Amerikaanse Spelen |
| ---- | -------------------------------------- | ---------------------- |
| 1967 |                                        | 100m vrije slag        |
| 1968 | 4x100m vrije slag · 8e 100m vrije slag |                        |

1964: Clark, Austin, Ilman, Schollander ·
1968: Zorn, Rerych, Spitz, Walsh ·
1972: Edgar, Murphy, Heidenreich, Spitz ·
1984: Cavanaugh, Heath, Biondi, Gaines ·
1988: Jacobs, Dalbey, Jager, Biondi ·
1992: Hudepohl, Biondi, Jager, Olsen ·
1996: Olsen, Davis, Schumacher, Hall ·
2000: Klim, Fydler, Callus, Thorpe ·
2004: Schoeman, Ferns, Townsend, Neethling ·
2008: Phelps, Weber-Gale, Jones, Lezak ·
2012: Leveaux, Gilot, Lefert, Agnel ·
2016: Dressel, Phelps, Held, Adrian ·
2020: Dressel, Pieroni, Becker, Apple ·
2024: Alexy, Guiliano, Armstrong, Dressel